# Вербівка (Чернігівський район)
Вербі́вка — село в Україні, у Добрянській селищній громаді Чернігівського району Чернігівської області. Населення становить 137 осіб. До 2019 орган місцевого самоврядування — Добрянська селищна рада.

## Географія
Поблизу села розташоване Бобове болото.

## Історія

### Гетьманщина
В часи Гетьманщина — це була слобода Вербівка. Заснована ченцями Яриловицького монастиря (скитка) у 17 столітті.
Ревізії 18 ст. не фіксують тут козацького населення. Усе жителі Вербівки були звичайними селянами — «посполитими» — і належали Чернігівському Троїцькому монастиреві.
Збереглися відомості про кількість дворів: у 1753 — 9, 1755 — 26, 1764 — 26, 1767 — 12.
Незалежна Україна
12 червня 2020 року, відповідно до розпорядження Кабінету Міністрів України № 730-р «Про визначення адміністративних центрів та затвердження територій територіальних громад Чернігівської області», увійшло до складу Добрянської селищної громади.
19 липня 2020 року, в результаті адміністративно - територіальної реформи та ліквідації Ріпкинського району, село увійшло до складу Чернігівського району Чернігівської області.

## Населення
Згідно з переписом УРСР 1989 року чисельність наявного населення села становила 448 осіб, з яких 188 чоловіків та 260 жінок.
За переписом населення України 2001 року в селі мешкало 311 осіб.

### Мова
Розподіл населення за рідною мовою за даними перепису 2001 року:
| Мова       | Відсоток |
| ---------- | -------- |
| українська | 96,77 %  |
| білоруська | 1,94 %   |
| російська  | 1,29 %   |

## Господарство
У селі немає господарства.